# مارتا بيريز (مغنية)
مارتا بيريز هي مغنية ومغنية أوبرا كوبية، ولدت في 2 أغسطس 1924، وتوفيت في 18 أغسطس 2009.